# PAGON
PAGON , Progressive Architects Group Oslo Norway, var en sammanslutning som bildades av en grupp norska arkitekter. Den bildades i början av 1950-talet och hade som syfte att utveckla den funktionalistiska arkitekturen som i sin tur hade formulerats under CIAM- konferenserna. 
Under denna tid hade idéerna från den tidiga funktionalismen från 1930-talet enligt många av CIAM:s medlemmar "förvanskats" till enbart ett livlöst formalistiskt bildspråk. Kritiken ledde till att många medlemmar försvann under 1950-talet, däribland Le Corbusier och ledde också till de polemiska falangerna Team X och de holländska strukturalisterna.
Även PAGON ställde sig kritiska till de uttryck som den modernistiska arkitekturen hade tagit under efterkrigstiden. Gruppen presenterade sina arkitekturidéer i ett nummer av tidskriften Byggekunst med influenser som spänner från de strikta geometrierna av Ludwig Mies van der Rohe till Jørn Utzons additativa formspråk.  Målet var att finna nya utgångspunkter inom ramen för den modernistiska arkitekturen. Gruppen proklamerade, i likhet med Alison och Peter Smithson från Team X, en ökad regional känslighet inom arkitekturen och efterlyste också en djupare förankring till arkitekturens kontext som en reaktion mot tidens dominerande International style.
Drivande i gruppen var Arne Korsmo som sedan 1930-talet haft eget kontor och som via sitt engagemang i CIAM knöt gruppens internationella kontakter. I samband med att CIAM upplöstes 1959 slutade också arbetet med PAGON, men många av gruppens tankar och internationella referenser kom att prägla arkitekturen i Norge under 1960-talet.

## Medlemmar (i urval)
- Sverre Fehn
- Arne Korsmo
- Håkon Mjelva
- Christian Norberg-Schulz
- Jørn Utzon (gästmedlem)